# Rafael Vergara Navarro
Rafael Vergara Navarro   (Cartagena de Indias, 13 de gener de 1949 - 16 d'agost de 2022) va ser un advocat i ecologista colombià.
Vergara va néixer a Cartagena i era fill del polític Rafael Vergara Támara. Va estudiar dret a la Universidad Externado de Colòmbia, es va graduar el 1972 i després va treballar a la Superintendencia Bancaria fins al 1978. El 1977 va codirigir el documental Cementerio largo.
Vergara va militar al grup guerriller Moviment 19 d'Abril (M-19), motiu pel qual posteriorment va sol·licitar asil a Mèxic el 1979, on va residir durant 12 anys. Durant la seva carrera com a advocat, Vergara va treballar persistentment en casos de defensa de manglars. També va treballar per a Caracol Radio com a escriptor d'articles d'opinió.